# 云杉路街道
云杉路街道，是中华人民共和国内蒙古自治区赤峰市元宝山区下辖的一个乡镇级行政单位。

## 行政区划
云杉路街道下辖以下地区：
建昌营社区、幸福街社区、宝山街社区、中心路社区、宝昌街社区、兴元路社区、元电社区、东电社区、云杉路社区和宝西路社区。